# 乔治·邦德
喬治·克里斯多福·邦德 OBE（1929年2月2日—2011年8月26日）是一名英國登山家。他是1953年英國珠穆朗瑪峰遠征團中最年輕的登山者，和丹增·諾蓋在這次遠征中首次登頂珠峰。1955年，他和喬·布朗成為首批登上世界第三高峰干城章嘉峰的登山者。

## 生平
邦德出生於臺灣，在埃爾特姆學院接受教育。他在皇家信號部隊服過兵役，在劍橋大學王后學院主修地質學，隨後在倫敦帝國學院主修石油工程。
在王后學院讀書時，邦德就開始在阿爾卑斯山上攀登。在1953年英國珠穆朗瑪峰遠征團中，他是最年輕的登山者，和丹增·諾蓋在這次遠征中首次登頂。兩年後，他和喬·布朗在1955年英國干城章嘉峰遠征團中成為首批登上世界第三高峰干城章嘉峰的登山者。出於對尼泊爾和錫金人民宗教感情的尊重，他們在實際的山頂下10英尺處停下。
在這些早期的登山成功之後，邦德的大部分職業生涯都是在石油與天然氣探勘領域。2005年，76歲的邦德跋涉到尼泊爾的干城章嘉峰西南大本營。他是英國登山俱樂部和英國登山委員會的主席。他寫了《Road to Rakaposhi》一書，並在2003年寫了《Everest: 50 Years on Top of the World》（官方歷史——珠穆朗瑪峰基金會、英國皇家地理學會與英國登山俱樂部）。2007年，他寫了《Summit》一書，慶祝英國登山俱樂部成立150週年。他是英國喜馬拉雅信託基金的主席。邦德是BESE探險隊的法律贊助人，BESE是一個青年發展慈善機構，在偏遠的荒野環境中開展具有挑戰性的科學研究探險活動。
2009年，邦德在元旦授勳中被授予大英帝國官佐勳章。
2011年8月26日，邦德因自然原因於漢普郡逝世，享年82歲。

## 出版書籍
- 《Road to Rakaposhi》（1955）[2]
- 《Everest: 50 Years on Top of the World》（2003）[2]
- 《Summit》（2007）[2]

## 外部連結
- Obituary of George Band, The Daily Telegraph, 28 August, 2011 （页面存档备份，存于）